# Залісся (Калінінградська область)
Залісся (рос. Залесье) — селище Полєського району, Калінінградської області Росії. Входить до складу Залісовського сільського поселення.
Населення —  1149 осіб (2015 рік). 

## Населення
| 2002 | 2010  |
| ---- | ----- |
| 1170 | ↘1149 |